# دفعة كبيرة نهائية
تعد الدفعة الكبيرة النهائية دفعة كبيرة غير عادية نظرا لنهاية الرهن أو الدين. وحيث أن المبالغ لا تقسم، فإن هذا المبلغ الكبير هو المبلغ النهائي للمقرض. تحمل جزء كبير من الدين ودفعه في نهاية العقد يجعل الدفعات والمبلغ النهائي المرد للمقرض أضخم . وقد انبثق الاسم من حقيقة أن الدين يتضخم مثل البالون نتيجة للفائدة المتضاعفة المتراكمة على المبلغ الكبير. وغير ذلك، يعد المصطلح الأكثر اختصاص هو القرض المطفأ جزئيا. 
ويوجد مصطلح قريب من دفعة البالون وهو الرصاصة ، حيث أن سداد القرض يتم بدفعة واحدة أو بقسط نهائي كبير. وعندما يكون الدين الكبير بالكامل يدفع في دفعة واحدة كبيرة يمكن العجز عن سداده نهائيا، بما يجعله رصاصة في رأس الشركة التي ليس لديها نقد لتدفعه.
وفي القرض المسدد بدفعة واحدة، يدفع القرض دفعة واحدة عندما يأتي موعد سداده القانوني – أي وصوله لموعد للسداد المتفق عليه حيث يتم دفع كامل قيمة القرض . أما دفع الفوائد على هذا القرض تتم بشكل متكرر طول فترة القرض. 
- والأنواع لسداد القرض تسمى سداد القرض على أقساط أو إطفاء الدين.

ومن خلال استهلاك ( إطفاء) الدين: فإن أجزاء من القسط تدفع دوريا (مع مبالغ الفائدة على القرض) حتى موعد استحقاق القرض. 
أما استهلاك (إطفاء) الدين الكامل : يتم ضبط الجدول حتى يكون المبلغ الأخير يشتمل على كامل الدين ولا يدفع دوريا. 
وتعد الدفعات النهائية الكبيرة )البالون ) أو القرض المسدد دفعة واحدة أنواع شائعة للديون. على سبيل المثال، معظم السندات هي أدوات غير قابلة للاستهلاك حيث دفع الكوبون يغطي الفائدة فقط، والمبلغ الكامل للقيمة الاسمية للسندات تدفع عند الاستحقاق النهائي. 
وتقدم الدفعات النهائية الكبيرة بعض الخطورة على المقترض والمقرض. وفي العديد من الحالات، فإن نية المقترض هي إعادة سداد مبلغ من الدفعات النهائية الكبيرة في تاريخ الاستحقاق النهائي. وتوجد خطورة إعادة التمويل في هذه المرحلة ، حيث أنه من المحتمل أنه في وقت السداد، لن يكون المقترض قادر على سداد القرض، ويواجه المقترض خطر عدم وجود سيولة تكفي للسداد، ويواجه المقرض خطورة تأجيل السداد.